# Duga-3

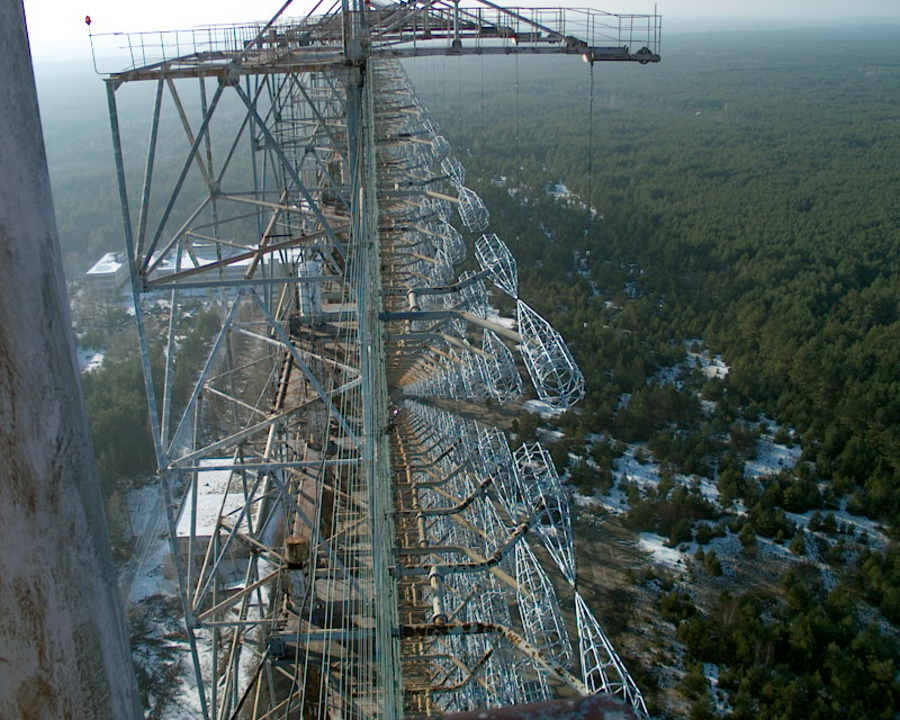
Antena do "Duga-3", nos arredores de Chernobyl.

Duga-3 (russo:  Дуга-3) também conhecido como "Pica-pau Russo" foi um notório sinal proveniente da União Soviética, que podia ser ouvido em ondas curtas entre julho de 1976 e dezembro de 1989. O sinal consistia em um som agudo e repetitivo transmitido em 10 Hz; o que levou os ouvintes de ondas curtas, apelidarem de "pica-pau russo" devido a semelhança com o som de um pica-pau. A freqüência utilizada e suas variações geravam interrupções em emissoras legais, estações de rádio amador e comunicações da aviação comercial, resultando em milhares de queixas de vários países do mundo.
O sinal era fonte de muita especulação, dando origem a teorias como experimentos de controle mental e de interferências no clima. No entanto, muitos especialistas e entusiastas do rádio amador perceberam que se tratava de um radar de inteligência militar, teoria que foi confirmada publicamente após a queda da União Soviética, passando a ser nomeado como "Duga-3".